# Grupo de Forcados Amadores de São Manços
O Grupo de Forcados Amadores de São Manços é um grupo de forcados fundado a 24 de Agosto de 1965. O Cabo fundador foi Francisco Caldeira Pereira. O Cabo actual, João Fortunato, lidera o Grupo desde 5 de Agosto de 2016.

## História
Em 1965 um grupo de jovens aficionados de São Manços decidiu constituir um novo grupo de forcados. Contaram com o precioso auxílio de duas figuras da terra, José Jacinto Branco (que deu nome à actual praça de toiros local) e Ilídio Tabuleiros. 
O Cabo fundador do Grupo foi Francisco Caldeira Pereira, tendo a estreia do grupo decorrido a 24 de Agosto de 1965 na antiga Praça de Toiros de São Manços perante toiso da ganadaria de Santo Estêvão. 
Ao longo da sua história o Grupo conta também com actuações no estrangeiro: Espanha, França e Venezuela.
O actual Cabo é João Fortunato, que assumiu o comando do Grupo a 21 de Maio de 2016 numa corrida realizada na Praça de Toiros José Jacinto Branco, em São Manços, numa tarde onde os Amadores de São Manços pegaram em solitário 6 toiros da Ganadaria Passanha.

## Cabos
1. Francisco Caldeira Pereira (1965–1971)
2. Joaquim Azeda (1971–1988)
3. Joaquim Carvalho (1988–2000)
4. Rui Piteira (2000–2009)
5. Joaquim Branco (2009–2016)
6. João Fortunato (2016–presente)